# Montaval
Montaval (né en 1953) est un Pur-sang de course français. Bien qu'il ait été formé en France tout au long de sa carrière, ses performances les plus notables sont en Grande-Bretagne : il a été battu de justesse lors du Derby d'Epsom de 1956, et a remporté les King George VI et Queen Elizabeth Stakes l'année suivante. Au total, il a remporté cinq fois en sa carrière au moins dix-sept courses, de 1955 à novembre 1957.  
Il a pris sa retraite pour devenir étalon en Irlande, et a été exporté au Japon en 1961. 

## Description
Montaval est un cheval bai avec une liste blanche étroite, et trois balzanes blanches. Il est élevé en France par son propriétaire, l'homme d'affaires américain Ralph B. Strassburger. La mère de Montaval, la jument de race britannique Ballynash, a été achetée par Strassburger pour 2000 £ en décembre 1949. Outre Montaval, Ballynash a donné le cheval de course et étalon Mourne, et la pouliche Petite Sanguenay, la grand-mère de Pawneese. Le poulain a été formé en France par George Bridgland, et monté dans la plupart de ses courses par Freddie Palmer. 

## Carrière de course
Le début de carrière de Montaval n'est pas particulièrement remarquable, car il a remporté une course mineure en cinq départs à l'âge de deux ans, en 1955. 
Au printemps suivant, il est battu lors de ses trois premières courses, mais a montré un certain potentiel en terminant deuxième derrière Ambiax dans le Prix Daru. Il a ensuite été envoyé en Grande-Bretagne pour disputer le Derby dans lequel il a commencé comme outsider à 40/1 dans un groupe de vingt-sept coureurs. Malgré la pluie battante, la course a attiré une foule estimée à 250 000 personnes, dont la reine mère. Monté par Freddie Palmer, Montaval était bien revenu sur le terrain pendant la majeure partie du chemin avant de progresser dans la ligne droite. Toujours cinquième avec une centaine de mètres à courir, il a terminé en force mais a échoué par une encolure pour rattraper Lavandin. Le fait que les deux premiers chevaux aient été entraînés en France, à la suite de la victoire de Phil Drake l'année précédente, a conduit certains commentateurs à déclarer que la course britannique avait « touché le fond ». 
Montaval a mal couru dans le Grand Prix de Paris un mois plus tard, mais a montré une meilleure forme dans ses deux courses restantes cette année-là, toutes deux sur l'hippodrome de Deauville en août. Il remporte sa première course importante en remportant le Prix Gontaut-Biron sur 2000 mètres puis termine deuxième derrière Tall Chief au Grand Prix de Deauville . 
Âgé de quatre ans en 1957, Montaval a remporté ses deux premières courses, dont le Prix Dollar à l'hippodrome de Longchamp. Il a ensuite terminé troisième de l'Arctic Explorer, âgé de trois ans, quand il souhaitait fortement remporter les Eclipse Stakes à Sandown Park le 13 juillet et est revenu en Angleterre une semaine plus tard pour la course la plus prestigieuse de Grande-Bretagne, le King George VI et Queen Elizabeth Stakes à Ascot. Montaval a commencé en outsider à 20/1 dans un groupe de douze coureurs, dont seulement trois ont été entraînés en Grande-Bretagne après le retrait du vainqueur du Derby d'Epsom Crepello. La finale « passionnante » a été dominée par les challengers français, Montaval finissant fortement pour s'imposer par une courte tête sur Al Mabsoot, Tribord troisième et Saint Raphaël quatrième. Son prix de départ reste, en 2012, le plus élevé pour tout gagnant du King George.  
Montaval ne réapparaît qu'en novembre, lorsqu'il est envoyé aux États-Unis pour disputer les Washington International DC Stakes. Il a terminé sans place derrière Mahan, et a ensuite été retiré au haras.

## Évaluation
Dans leur livre, A Century of Champions, basé sur le système de notation Timeform, John Randall et Tony Morris ont qualifié Montaval de "mauvais" vainqueur du King George. 

## Au haras
À la fin de sa carrière de course, Montaval a été acheté par Lord Harrington et envoyé comme étalon reproducteur en Irlande. En 1961, il a été revendu et exporté au Japon. Sa progéniture comprenait Nihon Pillow Ace, qui a remporté le Satsuki Shō en 1966. 